# Marienkirche (Leipzig)

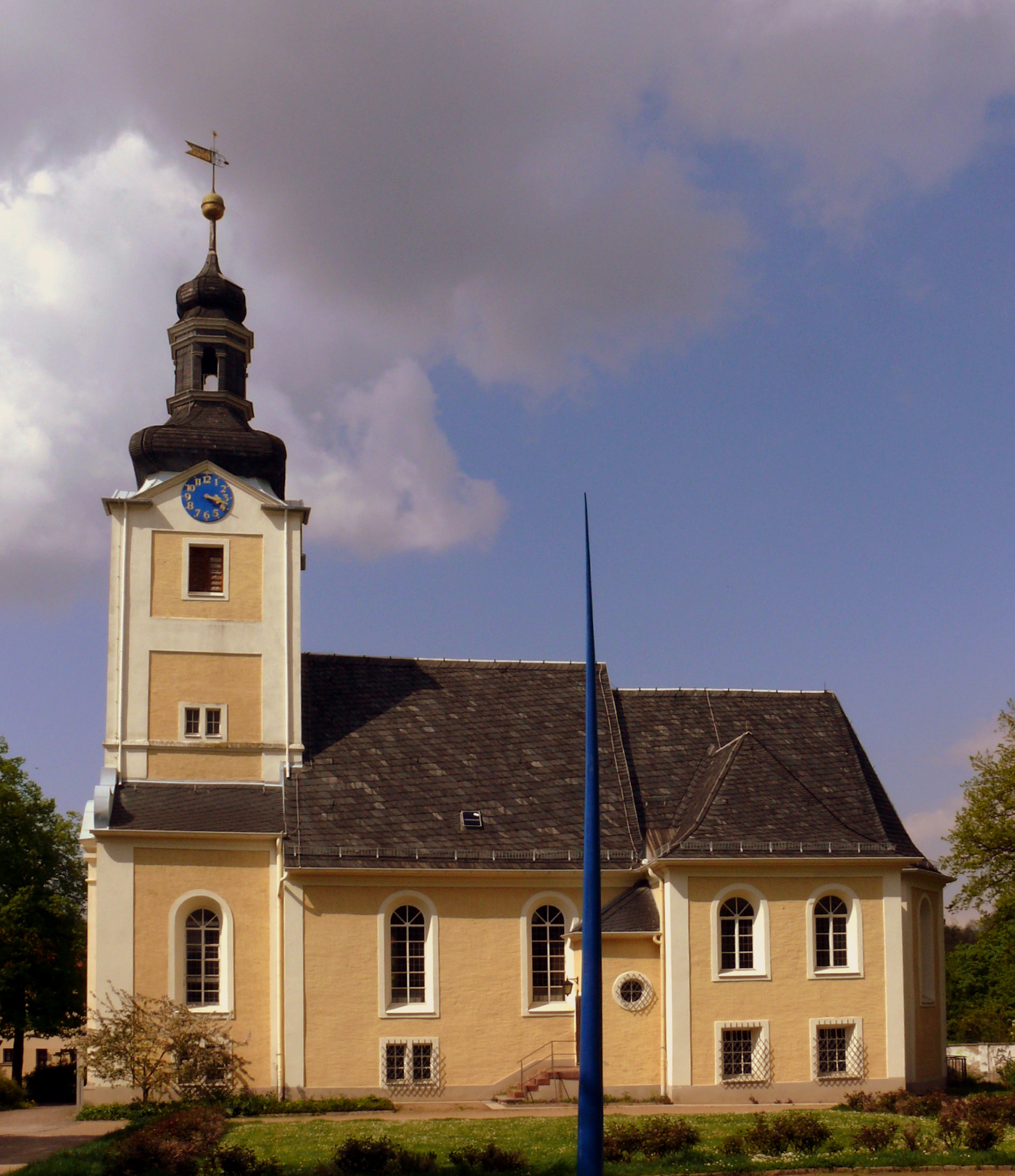
Südseite der Marienkirche in Leipzig-Stötteritz

Die Marienkirche Leipzig-Stötteritz ist ein evangelisch-lutherischer Sakralbau im Leipziger Ortsteil Stötteritz. Sie wurde 1702/03 als einschiffige Saalkirche im Stil des Barock errichtet und ist damit das älteste Gebäude des Ortsteils. Im Innern des denkmalgeschützten Gotteshauses befindet sich ein um 1480 im Umfeld Hans Pleydenwurffs entstandenes Triptychon, das als das bedeutendste Werk spätgotischer Tafelmalerei in Leipzig gilt.

## Lage

### Gegenwärtige Situation und Umgebungsbebauung
Die Marienkirche steht im Leipziger Ortsteil Stötteritz, der zum Stadtbezirk Südost gehört. Sie liegt dort an der Nordseite eines rechteckigen, baumbestandenen Schmuckplatzes, der im Norden von der Oberdorfstraße, im Osten von der Dorstigstraße, im Süden von der Sommerfelder Straße und im Westen von der Lochmannstraße begrenzt wird. Der Kirchenbau erstreckt sich von West nach Ost (Ostung); Turm und Eingang liegen im Westen.
Unmittelbar nördlich der Kirche stehen die Gebäude des früheren Ritterguts Stötteritz unteren Teils mit seinem zwischen 1780 und 1790 im Stil des Barock erbauten Herrenhaus, in dem heute eine Wohneinrichtung für Menschen mit psychosozialen Schädigungen untergebracht ist. Die im Osten, Süden und Westen an den Kirchplatz grenzenden Flächen sind mit mehrgeschossigen Mietshäusern des späten 19. und frühen 20. Jahrhunderts bebaut.

Stötteritz auf einer Karte aus dem Jahr 1802. Die Dorfkirche befindet sich links unterhalb der Bildmitte.

### Historische Geländesituation
Der sich südlich an die Kirche anschließende Kirchplatz war bis 1872 Friedhof. Seine heutige Form ist das Ergebnis der städtebaulichen Überformung der Gemeinde Stötteritz, die im letzten Viertel des 19. Jahrhunderts einsetzte. Mit Ausnahme der im Norden gelegenen Gebäude des Ritterguts befand sich der Kirchenbau bis dahin auf einem weitgehend naturbelassenen Gelände ohne unmittelbar anschließende Bebauung. Alleinige Anliegerstraße war die Oberdorfstraße. Nach 1875 setzte mit der Anlage der östlich gelegenen Dorstigstraße die Bebauung mit Mietshäusern ein. Die vor dem Turm und dem Haupteingang entlangführende Lochmannstraße sowie die südlich gelegene Sommerfelder Straße entstanden hingegen erst nach dem Abbruch der zum Rittergut Stötteritz oberen Teils gehörenden Gebäude im Jahr 1908. Die auf den angrenzenden Parzellen in Blockrandbauweise errichteten Wohnhäuser wurden bis zum Jahr 1913 fertiggestellt.

## Baugeschichte

### Abbruch und Neubau der Stötteritzer Dorfkirche
Die Marienkirche wurde in den Jahren 1702 und 1703 anstelle einer kleineren mittelalterlichen Dorfkirche erbaut. Über den Vorgängerbau ist nur wenig bekannt. Vermutlich war es eine Saalkirche, die sich ebenfalls in West-Ost-Richtung erstreckte, deren Ausmaße jedoch wesentlich geringer als die der Marienkirche waren. Anstelle eines Kirchturms hatte dieser Bau wahrscheinlich nur einen Dachreiter. 1702 wurde die erste Stötteritzer Kirche abgebrochen. Aufgrund von historischen Aufzeichnungen, die bei Renovierungsarbeiten im Turmknauf gefunden wurden, wird angenommen, dass das heutige Gebäude einen Teil der Nordmauer des Vorgängerbaus aufgenommen hat.
Für den Kirchenneubau waren zwei Gründe ausschlaggebend: Zum einen war die alte Kirche baufällig geworden. Deshalb mussten zum Beispiel die Glocken auf dem Kirchhof gelagert werden. Zum anderen war die Zahl der Einwohner gegen Ende des 17. Jahrhunderts durch Zuzug angewachsen, was durch den Bau neuer Wohnhäuser entlang der Straße Lange Reihe um das Jahr 1700 dokumentiert ist. In dieser Situation erwies sich der bisherige Kirchenbau als zu klein, weshalb die Gutsherrschaften der beiden Stötteritzer Rittergüter einen Neubau initiierten. Da die Finanzierung des Kirchenbaus aus den Gemeindemitteln und den Geldern der Gutsbesitzer allein nicht gesichert werden konnte, wurde die Bevölkerung um Unterstützung ersucht, wovon ein im April 1702 veröffentlichter Einblattdruck zeugt:

„Demnach die Kirche zu Stötteritz aus höchst dringender Noth und unumgänglich von Grund aus neu muß aufferbauet werden / dieses aber / wegen Ermangelung der Mittel / ohne Hülffe und Beysteuer Christlicher und gutthätiger Leute nicht geschehen kann; Als werden hierdurch alle allhier vorbey Reisende ersuchet und gebeten: Sie wollen GOTT zu Ehren ein Werck Christlicher Liebe erweisen / und aus williger Mildigkeit eine Hülffe und Beysteuer zu diesem Kirchen-Bau thun / und in diese zu dem Ende aufgesetzten Stöcke einlegen. Der Allerhöchste / als ein Vergelter und wieder Ersetzer alles gute wolle und wird auch den Geber reichlich wieder segnen und bey gutem Wohlstand erhalten. Stötteritz / den 14 April 1702.“

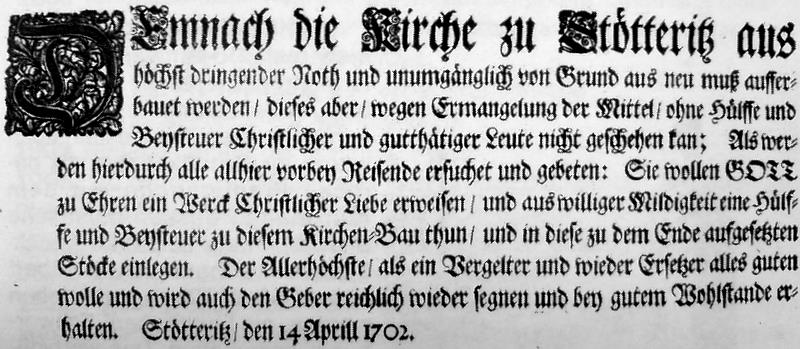
Der Einblattdruck von 1702, mit dem Gelder für den Kirchenbau eingeworben werden sollten

Angesichts des knappen Etats wurde der Kirchenneubau zunächst nur als Kirchenschiff ohne Turm ausgeführt. Der Baumeister dieser Bauetappe ist nicht überliefert. Die Kirche könnte jedoch dem Leipziger Ratstischler Johann Christian Senckeisen zuzuschreiben sein, der zehn Jahre später als Baudirektor des Kirchturms bezeugt ist. Nach der Fertigstellung des Baus fand am 3. Advent 1703 unter Anwesenheit des Leipziger Superintendenten Thomas Ittig (1643–1710) die Einweihung statt.
Wenige Jahre später erwies sich auch die neue Kirche als zu klein. Deshalb richtete der Gutsherr Engelbert von der Burg († 1712) im Jahr 1712 ein Unterstützungsgesuch für den Bau eines Kirchturmes an den sächsischen König August den Starken, der daraufhin die Fällung von Holz in den königlichen Wäldern genehmigen ließ. Das für den Bau des Kirchturms notwendige Gesteinsmaterial wurde in den Feldern südlich der Kirche gegraben. Im Übrigen wurden die Baumaßnahmen durch Entnahmen aus dem Kirchenvermögen, Zuwendungen der Gutsherrschaften und Handdienste der Stötteritzer Bauern ermöglicht. 1713 war der westlich des Kirchenschiffs erbaute Turm fertiggestellt. Er nahm fortan die bis dahin im Freien stehenden Glocken auf und erweiterte die Zahl der verfügbaren Sitzplätze um 100. Gleichzeitig mit dem Bau des Turmes wurden nördlich und südlich des Altarplatzes Betstuben für die Gutsherrschaften angelegt und unterhalb des Altarplatzes Erbbegräbnisstätten geschaffen.

### Baumaßnahmen im 18. und 19. Jahrhundert

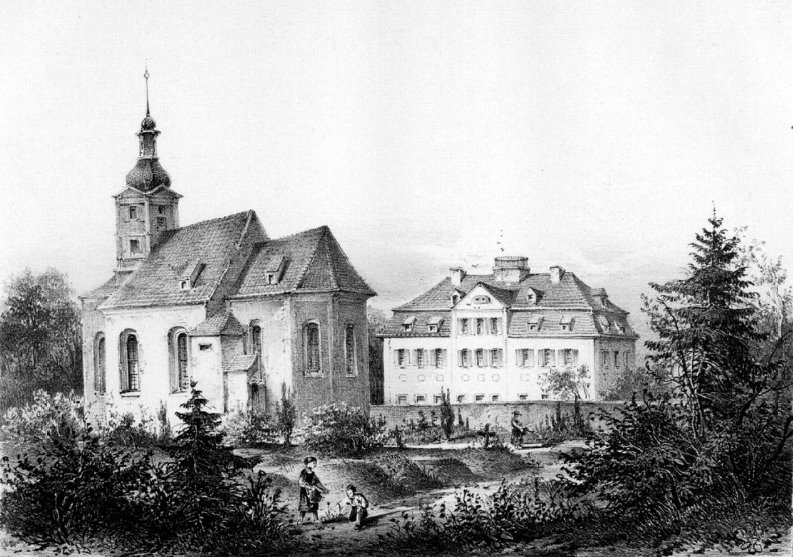
Südostansicht von Stötteritzer Kirche und Herrenhaus des unteren Ritterguts um 1850.

Bereits im Verlauf des 18. und 19. Jahrhunderts wurden an der Marienkirche Instandsetzungsarbeiten durchgeführt. So sind eine Renovierung des Kircheninnern im Jahr 1762 und die Erneuerung des Turms 1796 dokumentiert. 1862 folgte eine weitere Sanierung des Innenraums sowie der Umbau der nördlichen Sakristei, die fortan einen eigenen Außeneingang hatte. Im letzten Viertel des 19. Jahrhunderts setzte eine Serie von Umbau- und Instandsetzungsmaßnahmen ein, die – mit einer Unterbrechung von 1930 bis 1945 – bis 1968 andauerte.
1883 wurde der Beschluss gefasst, die südlich des Altarplatzes in Emporenhöhe befindliche Betstube umzubauen. Daraufhin legte der Leipziger Stadtbaurat Hugo Licht 1886 einen Entwurf vor, der gefiel und ausgeführt wurde. Anstelle des bisherigen südlichen Anbaus wurde ein zweigeschossiger Neubau errichtet. Hierdurch erhielt die Kirche ihren noch heute bestehenden kreuzförmigen Grundriss. Zugleich wurde die Anordnung der Fenster des nördlich vom Altarplatz gelegene Anbaus verändert und dadurch seine äußere Gestaltung dem südlichen Anbau angeglichen.
Nachdem 1890 bei einer Außenerneuerung ein großes Turmfenster zugemauert und 1896 der südliche Anbau saniert worden war, begannen im Jahr 1898 die Planungen zu einer grundlegenden Umgestaltung des Kircheninneren, die durch die beabsichtigte Neuanschaffung einer Orgel veranlasst waren. Hierzu erstellte der zu dieser Zeit im Leipziger Kirchenbau stark engagierte Architekt Julius Zeißig erste Entwürfe, die der Leipziger Architekt Paul Lange (1853–1932) vollendete. Im Rahmen der Umgestaltung wurden die bis dahin bestehenden Doppelemporen abgerissen und eine neue, dreiseitige Empore gebaut. Zudem wurden ein neues Gestühl erworben und die beiden Anbauten geändert. Die Wiedereinweihung der Kirche wurde am 10. Februar 1899 gefeiert. Eine zeitgenössische Schilderung beschrieb den neuen Innenraum mit den folgenden Worten:

„Im Innern der Kirche erinnert nichts mehr an das alte Gotteshaus. Die beiden Emporen sind beseitigt, die alte Orgel, die der Gemeinde über 150 Jahre gedient hat, sowie die in den Altarplatz vorspringenden Betstühle für die Beamten und das Personal der beiden Rittergüter sind verschwunden, ebenso die Grabmäler der auf dem Altarplatz beigesetzten Rittergutsherrschaften. Nur Altar, Kanzel und Taufstein sind Zeugen einer früheren Zeit. … Rings um das Schiff zieht sich jetzt nur eine geräumige Empore hin. Dadurch sind die Lichtverhältnisse deutlich verbessert worden, was besonders dem Kleinod unserer Kirche, dem ca. 400 Jahre alten, wunderbar schön erhaltenen Altargemälde zugute kommt.“

### 20. Jahrhundert
Im Jahr 1906 fasste der Kirchenvorstand der seit 1887 selbstständigen Kirchgemeinde Stötteritz den Beschluss, der Kirche den Namen Marienkirche zu geben. 1908 erhielt die Kirche eine neue Innenausmalung. Im Jahr der Eingemeindung von Stötteritz nach Leipzig, 1910, wurde das die Kirche umgebende Gelände von der Stadt Leipzig zu einem Schmuckplatz umgestaltet. Im Jahr 1922 wurde eine elektrische Beleuchtung installiert, welche die bis dahin genutzten Gaslampen ersetzte. Zwei Jahre später wurde der Turm repariert. Im Verlauf des Jahres 1928 wurde der Innen- und Außenbereich der Kirche vollständig erneuert und teilweise verändert. Nach Abschluss dieser Arbeiten waren die Seitenemporen bis in den Bereich der früheren Kapellen hinein verlängert worden. Außerdem war die Symmetrie des Ostabschlusses der Kirche verbessert worden. Dazu wurde an der Nordostseite eine neue Innenwand gemauert und dieser Raumteil durch Kolossalpilaster betont. An den Seiten des um einen Meter ostwärts verschobenen Kanzelaltars wurden Treppen angelegt. Zudem wurde unter dem Altarplatz ein Heizungskeller eingerichtet, was die Grüfte der Rittergutsherrschaften an dieser Stelle zerstörte.
Den Zweiten Weltkrieg überstand auch die Marienkirche nicht unbeschadet, doch anders als bei zahlreichen anderen Kirchenbauten der innenstadtfernen Stadtteile Leipzigs hielten sich die entstandenen Schäden in einem überschaubaren Rahmen. Am 20. Oktober 1943 wurde die Marienkirche bei einem Luftangriff auf Leipzig als erstes Kirchengebäude in Sachsen beschädigt. Durch den Druck von Detonationen in der Umgebung wurde das Kirchendach abgedeckt und zahlreiche Fenster wurden zerstört. Das Altarbild blieb unversehrt, da es bereits Ende Juni oder Anfang Juli 1943 in „staatliche Schutzverwahrung“ genommen worden war und erst im März 1946 wieder aus Grimma nach Stötteritz zurückgeführt wurde. Wegen der entstandenen Schäden mussten die Gottesdienste bis zur behelfsmäßigen Wiederherrichtung der Kirche in einen Saal des Pfarrhauses verlegt werden. Weiteren Schaden erlitt die Kirche bei einem Luftangriff Ende Februar 1945 sowie bei der Einnahme Leipzigs durch die US-Armee im April 1945.
Ab August 1945 bemühte sich der Kirchenvorstand um eine Beseitigung der entstandenen Kriegsschäden. Sowohl die Aufbringung des erforderlichen Kapitals als auch die Bereitstellung von Baumaterial erwies sich jedoch als außerordentlich schwierig. Am 3. November 1945 wurde die behördliche Genehmigung für die dringlichsten Sanierungsarbeiten erteilt. Diese wurden im Anschluss bis 1948 von einem Stötteritzer Unternehmen ausgeführt. Bereits ab 1946 konnten in der Kirche wieder Gottesdienste gehalten werden. Nach einer Turmreparatur 1953 und einer geringfügigen Außenerneuerung 1961 standen 1963 erstmals seit Kriegsende größere Umbauten an. Sie führten im Kircheninneren zur Beseitigung der einen Meter hohen hölzernen Wandpaneele. Außerdem wurden die Treppen zu den Emporen in Rochlitzer Porphyrtuff ausgeführt.

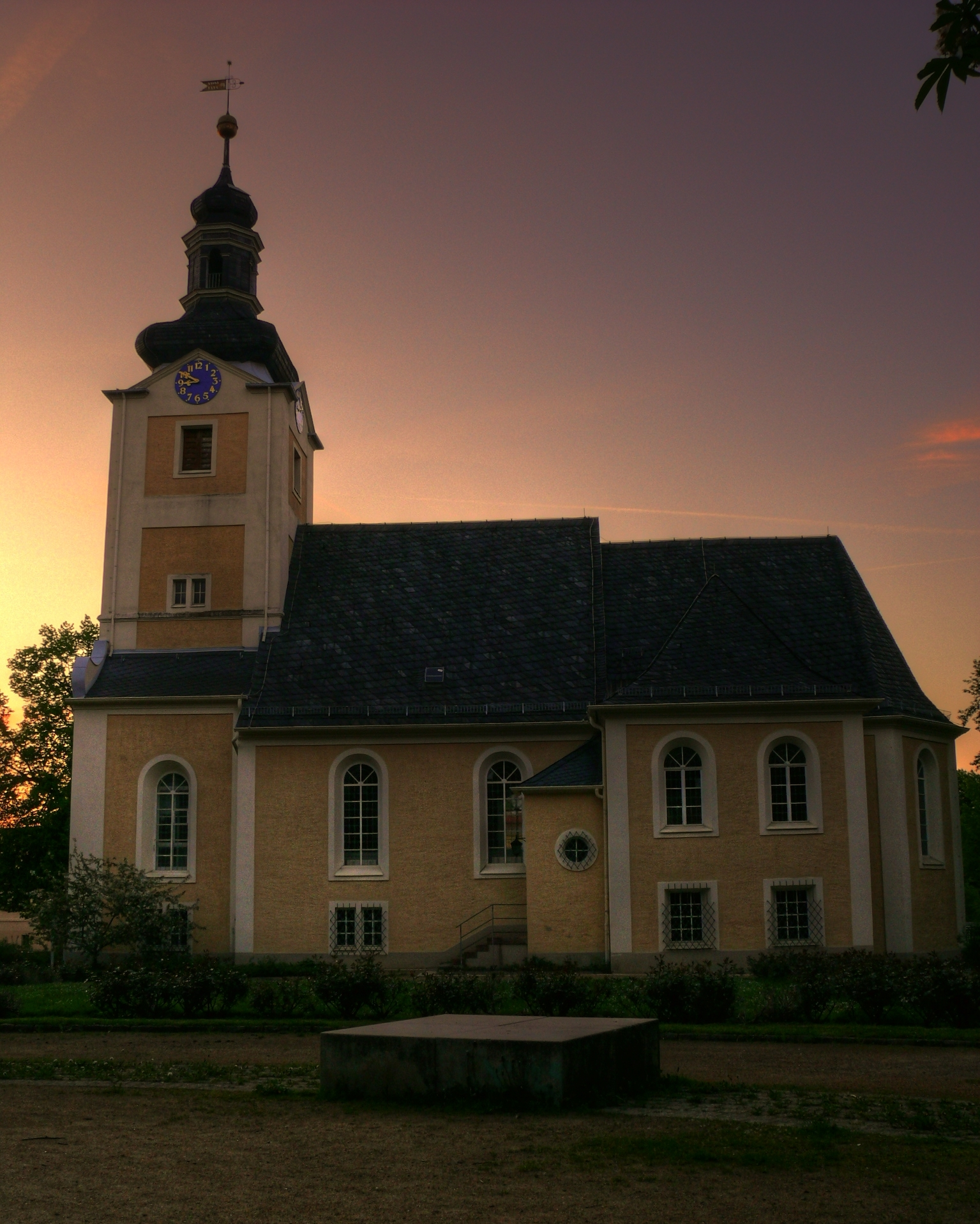
Barocke Farbgebung der Marienkirche, im Rahmen einer Renovierung in den Jahren 1967/1968 wiederhergestellt

Insgesamt konnten diese Instandhaltungsmaßnahmen mit zum Teil minderwertigem oder ungeeignetem Material aber nicht verhindern, dass sich der Bauzustand der Marienkirche immer mehr verschlechterte. Mitte der 1960er Jahre waren das Kirchendach undicht, die Turmspitze baufällig und der Außenputz fleckig und grau. Auch die nur notdürftig ausgebesserten Kriegsschäden traten wieder verstärkt zu Tage. Dem schleichenden Verfall wurde erst durch eine Generalreparatur in den Jahren 1967/1968 Einhalt geboten. Bei dieser stand neben der Substanzsicherung die konsequente Anwendung denkmalpflegerischer Maßstäbe im Vordergrund. Dabei zeigten sich erneut Schwierigkeiten bei der Beschaffung von Baumaterial. Auch die Verpflichtung von einschlägigen Bauunternehmen erwies sich als schwierig, so dass die Sanierungsmaßnahmen – mit Ausnahme der Arbeiten am Kirchendach und der Malerarbeiten – von den Gemeindemitgliedern auf freiwilliger Basis erbracht wurden. Die auffälligsten Sanierungsmaßnahmen betrafen den Außenanstrich sowie die Eindeckung des Daches. Anstelle des bisherigen rötlich gefärbten Außenputzes wurden die Flächen nun in Gelb und die Glieder in Weiß gehalten. Das Dach des Kirchenschiffs erhielt anstelle der früheren Dachziegel eine Schieferdeckung. Außerdem wurden die nach Kriegsende eingesetzten getönten Kunstglasfenster entfernt und Scheiben aus Antikglas eingefügt. Im Kircheninnern wurde eine neue gekehlte Stuckdecke eingezogen und die Farbgebung neu gefasst. Die Emporen sowie das Gestühl erhielten einen grauen, die Wandflächen einen weißen Anstrich. Auch die farbliche Gestaltung des Kanzelaltars wurde auf den Ursprungszustand zurückgeführt. Nachdem am 24. August 1967 das Wiederaufsetzen des Turmknaufs mit einem Festgottesdienst gefeiert worden war, wurde die Kirche nach Abschluss der Sanierungsarbeiten am 29. September 1968 neu geweiht.
Die bislang letzten Veränderungen wurden im Verlauf der 1990er Jahre vorgenommen. 1991 wurden im Gang des Mittelschiffs sowie auf dem Altarplatz Platten aus Sandstein verlegt, was zu einer Erhöhung des Bodenniveaus führte. 1995 erhielt die Kirche einen neuen Außenputz. Außerdem wurde die Figurengruppe über dem Turmportal restauriert.

## Architektur

### Allgemeine Baubeschreibung
Die Marienkirche ist eine einschiffige Saalkirche im Stil des Barock. Ihr nach drei Seiten schließender Ostteil ist leicht eingezogen und durch ein eigenes Dach mit niedrigerem First vom Kirchenschiff abgesetzt. Dem Kirchenschiff ist im Westen der Turm mit dem Haupteingang, der Vorhalle, der Emporentreppe und dem Raum für die Orgel in Emporenhöhe vorgelagert. Dieser Teil der Kirche ist durch eine ausladende Bogenöffnung mit dem Gemeinderaum verbunden.

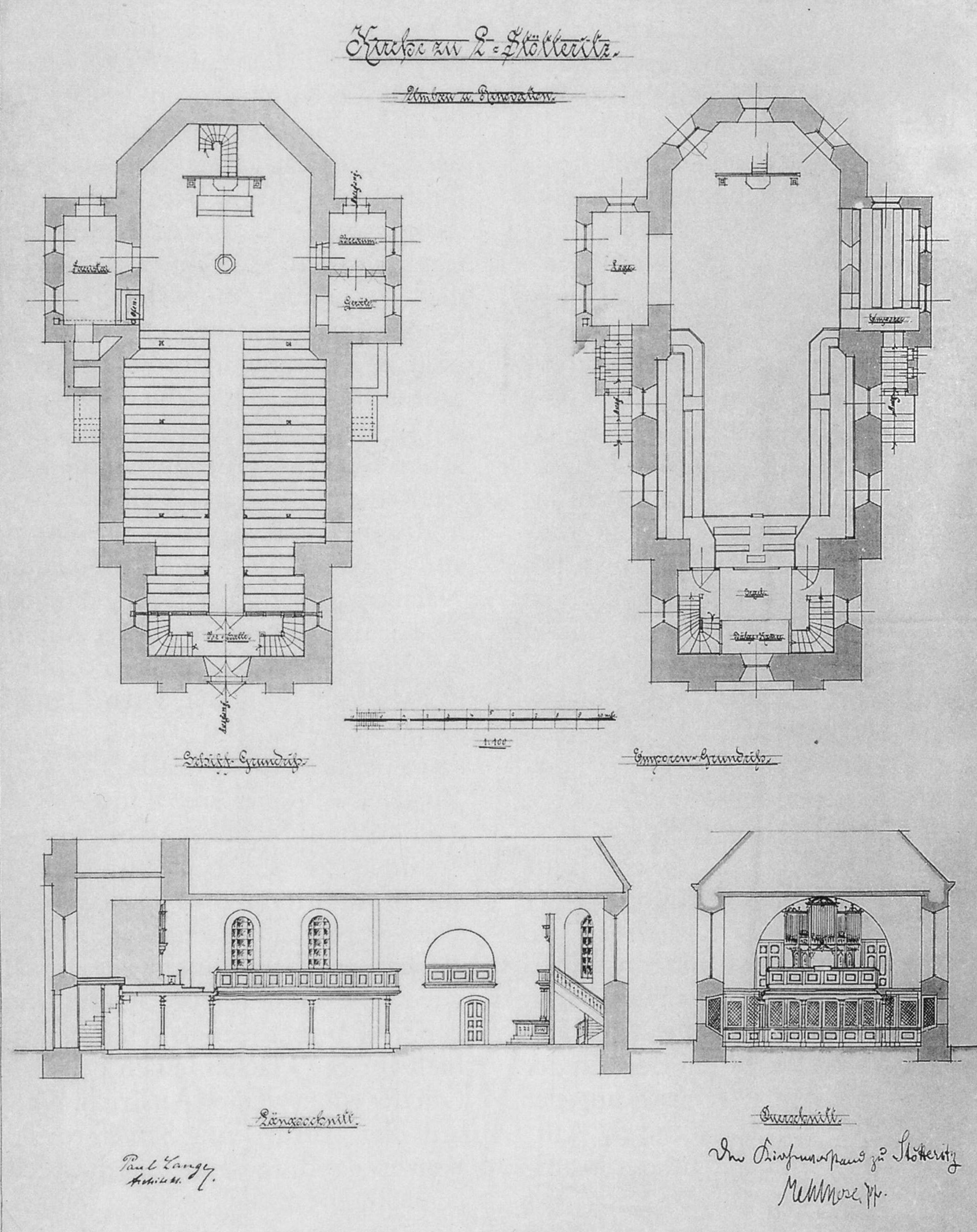
Bauzeichnung der Marienkirche. Zustand nach den Umbauarbeiten von 1886/1899

Die architektonisch kräftig ausgebildete Turmfront bildet den künstlerischen Schwerpunkt des Außenbaus. Der Haupteingang wird von zwei Kolossalpilastern flankiert, die einen konkav anschwingenden Rundgiebel tragen. Die Kanten des Turmes sind mit breiten Lisenen gestaltet. Von den seitlichen Anbauten leiten volutenförmige Giebelanschwünge zu dem mittig ansteigenden Turm über. Die Wirkung der Eingangszone wird durch eine Figurengruppe noch verstärkt, die in einer Nische über der Eingangstür aufgestellt ist. Der Turm hat eine Zwiebelhaube, die im Vergleich zu der bei sächsischen Barockkirchen üblichen Haubenform wesentlich flacher ausgebaucht ist. Sie trägt eine Laterne und einen zwiebelförmigen Abschluss mit vergoldetem Turmknopf, Wetterfahne und Stern. Die Gesamthöhe des Turms ist mit 30 m angegeben.
Im Ostteil der Kirche befinden sich nördlich und südlich des Altarplatzes zweigeschossige Anbauten, die im Erdgeschoss Sakristeien und im Obergeschoss die Emporen aufnehmen. Die Beleuchtung des Kircheninneren wird in erster Linie durch 15 unterschiedlich hohe Rundbogenfenster, unter denen sich zum Teil noch Rechteckfenster befinden, sichergestellt. An der östlichen Außenwand der Kirche ist seit 1872 eine schlichte Gedenktafel an die im Deutsch-Französischen Krieg 1870/71 gefallenen Soldaten der Landgemeinde Stötteritz angebracht.

### Figurengruppe über dem Turmportal
Über dem Haupteingang der Kirche am Turm steht eine Figurengruppe aus gelbem schlesischem Sandstein. Sie stellt einen stehenden Jesus Christus in Segenshaltung mit einem am Boden niedergesunkenen Greis dar. Sie befindet sich in einer Nische, die nach der Schließung eines an dieser Stelle ursprünglich befindlichen Turmfensters im Zuge der Außenerneuerung im Jahre 1890 entstanden war.

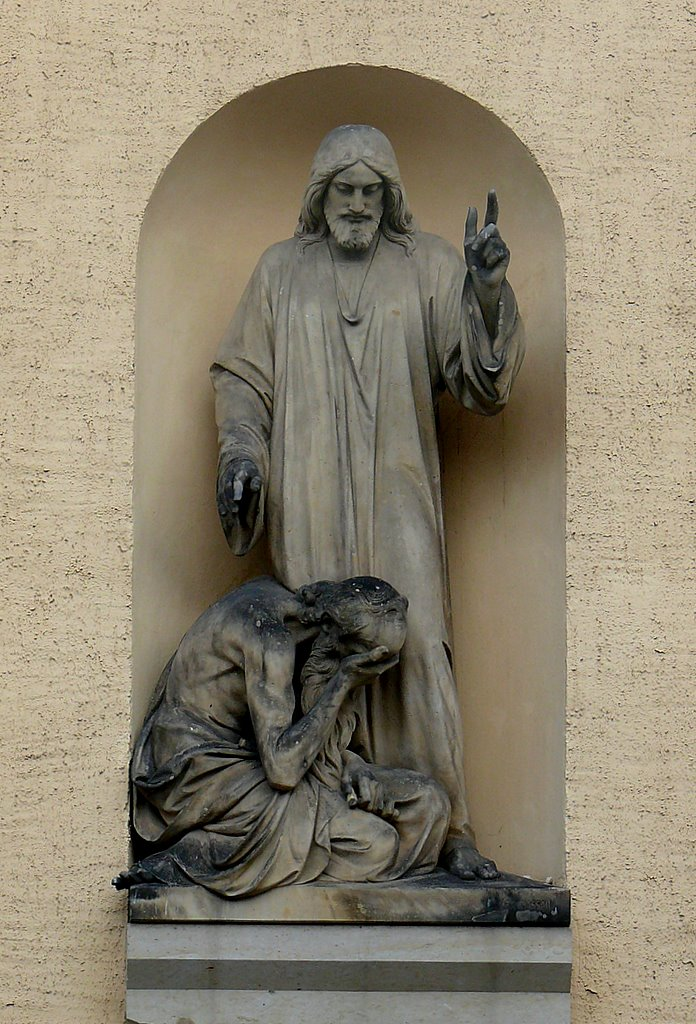
Figurengruppe Christus mit einem am Wanderstabe zusammensinkenden Greise, aufgestellt 1911

Als 1908 die Neugestaltung der unmittelbar vor dem Kirchturm entlangführenden Lochmannstraße begann, beschloss der Kirchenvorstand, die Nische im Turm mit einer Figur auszuschmücken. Zur Begründung des Antrags auf eine Finanzierungsbeihilfe an das Hohe Evangelisch-Lutherische Landes-Consistorium in Dresden führte der Kirchenvorstand in diesem Zusammenhang aus, dass es „[a]ußer dem Altargemälde in unserer Kirche … in ganz Stötteritz kein Kunstwerk“ gebe, weshalb sich der Vorstand freuen würde, „unseren werktätigen Einwohnern gerade auch am Äußeren der Kirche ein Kunstwerk, das für sich schon predigend wirken würde, bieten zu können“. Das Landeskonsistorium gab dem Antrag des Vorstandes statt und übernahm die Hälfte der entstehenden Kosten. Die andere Hälfte wurde vom Kunstfonds des Sächsischen Ministeriums des Innern übernommen.
Über die Gestaltung des Figurenensembles waren Konsistorium und Kirchenvorstand geteilter Meinung. Während sich der Kirchenvorstand für ein Motiv aussprach, bei dem Christus einem jungen Mann begegnete, trat das Konsistorium für die Themenstellung „Christus mit einem am Wanderstabe zusammensinkenden Greise“ ein. Im Ringen um eine angemessene Formgebung setzte sich im März 1910 das Konsistorium durch. Anschließend wurde der Dresdner Bildhauer Oskar Rassau mit der Erstellung eines Entwurfs beauftragt, der daraufhin von dem Bildhauer Adolf Schwarz aus Dresden (1855–1913) ausgeführt wurde. Die Installationsarbeiten am Turm leitete der Leipziger Architekt Julius Zeißig. Am 3./4. Mai 1911 wurde die Figurengruppe in der Nische über dem Portal aufgestellt. Über der Figurengruppe befand sich zunächst noch eine aus Kupferbuchstaben gebildete Inschrift, die das Bibelzitat „Kommet her zu mir alle, die Ihr muehselig und beladen seid“ (Mt 11,28 ) wiedergab. Sie wurde im Verlauf des 20. Jahrhunderts entfernt. Wegen unterlassener Restaurierungsmaßnahmen befand sich das Figurenensemble zu Beginn der 1990er Jahre in einem schlechten Zustand. Es wurde 1995 denkmalgerecht restauriert.

### Kircheninneres
Im Innenraum der Kirche wurden die gestalterischen Grundzüge aus der Bauzeit 1702/1703 weitgehend beibehalten. Der weiß ausgemalte Raum hat eine flache Decke, die mit einer Stuckkehle abgesetzt ist. Rechts und links des Mittelganges sind je 16 grau gestrichene Bänke angeordnet. Im Süden, Norden und Westen sind die Wände von einer auf Stützen ruhenden Empore umzogen. Bänke und Emporen bieten Platz für etwa 320 Personen. An der Ostseite des Kirchenraumes befinden sich ein zweigeschossiger Kanzelaltar sowie der Taufstein und das Lesepult. Letztere sind zwar beweglich, werden im Regelfall aber symmetrisch aufgestellt.

## Ausstattung

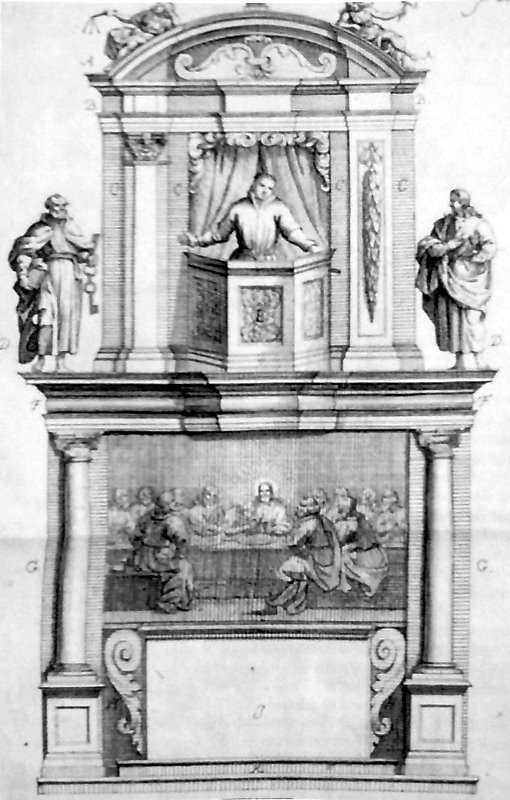
Ein Gestaltungsentwurf von J.C. Senckeisen aus dem Jahr 1707, der dem Altar der Marienkirche sehr nahekommt

### Kanzelaltar
Am östlichen Ende des Kirchenschiffs befindet sich ein stattlicher hölzerner Kanzelaltar, der beim Bau der Kirche in den Jahren 1702/1703 errichtet wurde. Die Farbgebung des reich verzierten Altars wurde im Laufe der Jahrhunderte mehrfach verändert. Im Zuge der Kirchenrestaurierung 1967 bis 1969 wurde sie auf den ursprünglichen Zustand mit roter, grauer und schwarzer Marmorierung, vergoldeten Ornamenten und Kapitellen und weißen, polierten Figuren zurückgeführt.

#### Urheberschaft
Obwohl der Baumeister des Altars nicht sicher nachgewiesen werden kann, gilt als wahrscheinlich, dass er von dem Leipziger Ratstischlermeister Johann Christian Senckeisen gestaltet wurde. Hierfür spricht, dass Senckeisen in einem von ihm verfassten Buch im Falle der Wiederverwendung eines schon vorhandenen Gemäldes eine Altargestaltung vorschlug, die der des Altars der Marienkirche sehr nahekommt. Zudem war Senckeisen beim Bau des Turms als Baudirektor tätig, was seine vorherige Verantwortung auch für den Kirchenbau nahelegt.
Auch der Name des Gestalters des plastischen Altarschmucks ist nicht überliefert. Heute wird er Johann Jakob Löbelt zugeschrieben.

#### Baubeschreibung
Der Altar hat eine zweigeschossige Fassade, die vom Kirchenboden nahezu bis zur Decke reicht. Das Untergeschoss wird von zwei ionischen Säulen flankiert, die auf hohen Postamenten ruhen. Seitlich finden sich reich geschnitzte und vergoldete Gehänge von Granatäpfeln, Wein, Ähren und Blüten. Zentrales Element des Untergeschosses ist ein spätgotisches Triptychon, vor dem der an die Altarrückwand stoßende hölzerne Altartisch steht. Dieser ist von geschnitzten und vergoldeten Akanthusranken eingefasst. Bestimmende Elemente im Obergeschoss des Altars sind zwei korinthische Pilaster, die ein Gesims mit abschließendem Segmentbogengiebel tragen. Sie rahmen den Kanzelzugang und die auf einem vorspringenden Abschlussgesims des Untergeschosses ruhende Kanzelbrüstung ein. Auch das Kanzelgeschoss ist mit plastischem Schmuck versehen.
Auf dem Gesims des Untergeschosses steht über der linken Säule eine geschnitzte, 1,45 m große Figur des Apostels Petrus, der als typische Attribute einen Schlüssel und ein Buch in den Händen hält. Die Rückseite des von Petrus getragenen Buches weist den im 19. Jahrhundert gemalten Schriftzug „S. Petrus“ auf. Auf der Vorderseite wird die Bibelstelle Mt 16,17-19  wiedergegeben: „Und Jesus sprach: Seelig bist du Simon Jonas Sohn, denn Fleisch und Blut hat dir das nicht offenbart, sondern mein Vater im Himmel. Und ich sage dir auch, Du bist Petrus, und auf diesen Felsen will ich bauen meine Gemeinde und die Pforten der Höllen sollen sie nicht überwältigen. Ich will dir des Himmelreichs Schlüssel geben. Alles was du auff Erden binden wirst soll auch im Himmel gebunden seyn, und alles was du auf Erden lösen wirst, soll auch im Himmel loß seyn: In der Apostol: G … Sanct. Matthäy cap 16. v. 17.18“.
Zu seiner Rechten steht über der rechten Säule des Untergeschosses eine 1,44 m hohe Figur des Apostels Paulus, der ebenfalls mit den für ihn typischen Attributen – Schwert und Buch – dargestellt wird. Die Rückseite des Buches trägt die (irreführende) Beschriftung „S. Johanes“, die Vorderseite ist mit einem Bibelzitat gestaltet (1 Kor 1,3 ): „Im Ersten Brief Sanct. Pauli an den Phipp Capitel V.2 Gnade sey mit euch und Friede von Gott, so offt ich euer gedencke, welches ich allezeit thue in allem meinem Gebet mit Freuden, über eure Gemeinschaft am Evangelio vom Ersten Tage an bißher. Und bin deßelbigen in guter Zuversicht, daß der in euch angefangen hat das gute Werck der wirds auch vollführen biß an den Tag Jesu Christi.“
Im Obergeschoss des Altars sitzen auf den Ecken des Abschlussgesimses zwei 79 cm und 66 cm hohe Putten. Außerdem findet sich im Giebelfeld das farbig gefasste Wappen der Besitzer des Stötteritzer Rittergutes oberen Teils, Rinck von Dorstig und Schmi(e)d von Schmiedefeld.

### Altarbild

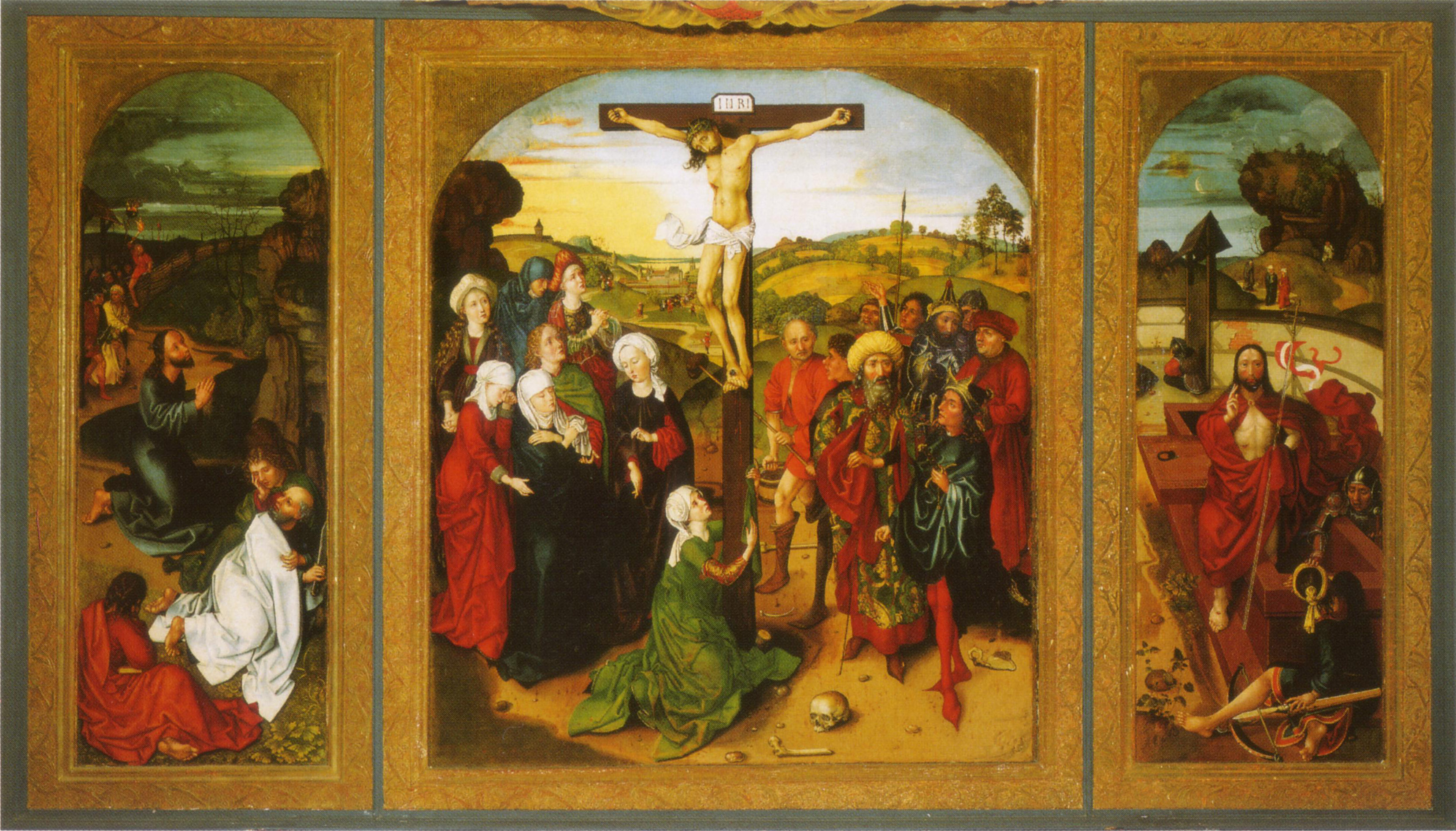
Der Urheber des um 1480 entstandenen Altarbilds der Marienkirche wird im Umfeld des Nürnberger Meisters Hans Pleydenwurff angesiedelt.

#### Überblicksbeschreibung
Das im Untergeschoss des Kanzelaltars eingefügte Altarbild ist der kunsthistorisch wichtigste Ausstattungsgegenstand der Kirche. Es wird als sehr qualitätvoll charakterisiert und gilt als bedeutendstes Werk spätgotischer Tafelmalerei in Leipzig. Auf dem Mittelbild des Triptychons ist die Kreuzigung Jesu, auf dem linken Flügelbild seine Gefangennahme und auf dem rechten Flügelbild die Auferstehung dargestellt. Die Hintergründe der drei Gemälde stellen eine einheitliche Landschaft dar, die allerdings durch unterschiedliche Lichtverhältnisse bestimmt wird. Der dadurch vermittelte Eindruck der Zusammengehörigkeit der Bilder wird durch einen im Hintergrund verlaufenden Weg verstärkt, der den Betrachter gleichsam von Bild zu Bild führt.

#### Urheberschaft und Datierung
Die zum Altar gehörenden Bilder sind nicht signiert und weisen keine Jahresangabe auf. Ihre Herkunft ist auch nicht anderweitig überliefert. Sicher ist jedoch, dass die drei Gemälde von ein und demselben Künstler stammen.
Die Frage der Urheberschaft des Stötteritzer Altarbildes wird bereits seit dem ausgehenden 19. Jahrhundert diskutiert. Bis in die heutige Zeit findet die 1939 von Friedrich Winkler und 1951 von Carl Willmann (Carl-Wilhelm Naumann) untermauerte These Zustimmung, dass die Bilder um 1480 von einem Nürnberger Meister aus der Nachfolge des Hans Pleydenwurff stammen. Für die These, die Urheberschaft des Altarbildes im Umfeld Pleydenwurffs anzusiedeln, sprechen mehrere Gründe. So befindet sich im Kupferstichkabinett der Staatlichen Museen zu Berlin eine aus dem Nürnberger Raum stammende Zeichnung, die als Entwurf für das Altarbild angesehen wird. Außerdem ist die Art der Darstellung des Sarges auf dem rechten Seitenflügel typisch für den Nürnberger Stil in der zweiten Hälfte des 15. Jahrhunderts. Schließlich ist nicht bekannt, dass bereits im Vorgängerbau der Marienkirche ein Altarbild vorhanden war. Es wird deshalb vermutet, dass die Gemälde mit Mitteln oder zumindest auf Vermittlung der Besitzerin des Rittergutes oberen Teils, Maria Magdalena Rinck geb. Schmi(ed) von Schmi(e)defeld erworben wurden, die die Innenausstattung der Kirche auch in anderer Hinsicht förderte. Ihr Sohn Eucharius Gottlieb Rink war Rechtsprofessor an der Universität Altdorf bei Nürnberg und könnte das Altarbild in Franken erworben haben.
In einer 1997 veröffentlichten Untersuchung wurde schließlich die These aufgestellt, dass das Altarbild von Wilhelm Pleydenwurff, dem Sohn Hans Pleydenwurffs, stammt. Hierfür sprechen stilistische Vergleiche mit anderen Arbeiten Wilhelm Pleydenwurffs, insbesondere einem in Würzburg befindlichen Altar.

#### Linkes Flügelbild
Die linke Bildtafel des Triptychons zeigt die Gefangennahme Jesu im Garten Getsemani am Fuße des Ölbergs. Das auf Holz gemalte Ölbild ist 1,26 m hoch und 45,5 cm breit. Die Bildmitte wird von der kauernden Figur Jesu beherrscht, der die Hände zum Gebet gefaltet hat und nach rechts auf einen Felsen blickt. Auf der im Berliner Kupferstichkabinett aufbewahrten Entwurfszeichnung ist auf dem Felsen ein kleiner Kelch zu sehen, wodurch die bei Mk 14,36  beschriebene Szenerie noch bildhaftere Gestalt erhält. Im Bildvordergrund lagern drei Jünger Jesu: Petrus in einem weißen, Jakobus in einem roten und Johannes in einem grünen Gewand. Petrus trägt in seiner rechten Hand ein kurzes Schwert, mit dem er der Überlieferung nach einem der Häscher kurz darauf ein Ohr abschlug (Joh 12,10 ; Mk 14,47 ). Im Bildhintergrund ist die Ankunft der Tempelwächter dargestellt. Von den weit über zehn Häschern sind nur zwei Personen vollständig zu sehen, von fünf weiteren sind lediglich die Gesichter erkennbar. Die übrigen Personen sind von einem geflochtenen Zaun verdeckt, so dass sich ihre Gegenwart nur aufgrund der hinter dem Zaun emporragenden Speere erahnen lässt. Der Gruppe der Tempelwächter wird von dem weißgewandeten Judas Iskariot angeführt, der mit der linken Hand auf Jesus zeigt und in der rechten Hand ein Geldsäckchen mit dem Lohn für seinen Verrat hält (Mt 26,15 ).

#### Mitteltafel
Zentrale Darstellung des Triptychons ist die Kreuzigung Jesu auf dem Hügel Golgatha. Auf der 1,26 m hohen und 1,11 m breiten Mitteltafel wird der in der Mitte abgebildete Gekreuzigte von zwei Personengruppen flankiert.

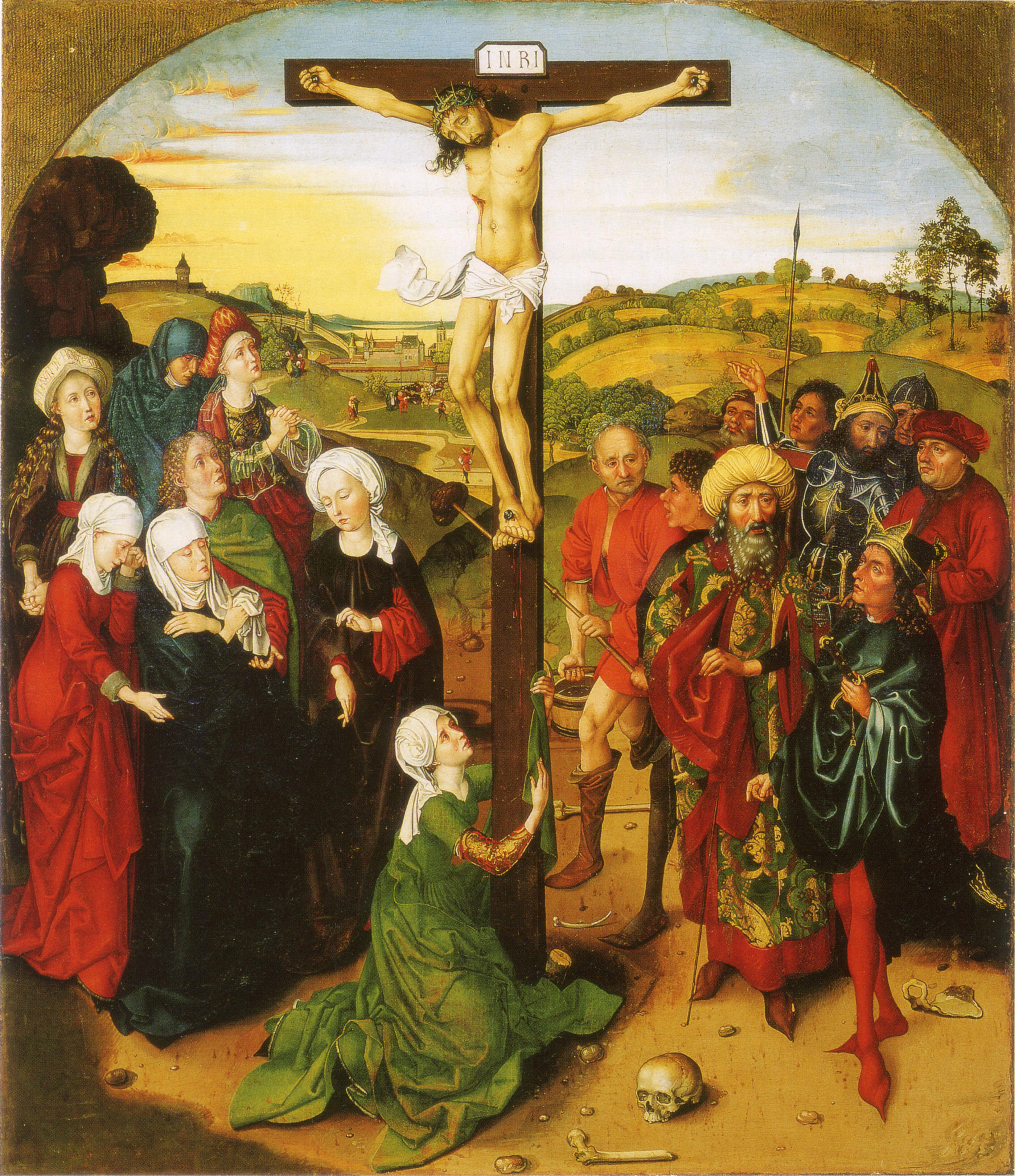
Der Mittelteil des Altarbilds zeigt die Kreuzigung Jesu.

Links neben dem Kreuz stehen sechs trauernde Frauen, von denen sich nur ein Teil eindeutig zuordnen lässt. Die in ein schwarzes Gewand gekleidete Mutter Jesu, Maria, bildet die zentrale Gestalt dieser Gruppe, was durch eine stützende Hand und die Hinwendung eines Kopfes der neben ihr abgebildeten Personen deutlich wird. Maria wird von dem mit einem grünen Mantel bekleideten Johannes gehalten, der als einziger der Jünger auch im Augenblick der Kreuzigung zu Jesus stand (Joh 19,26-27 ). Rechts neben Maria steht Salome (Mk 15,40 ), links neben der Muttergottes die Mutter Jakobus’ des Kleinen, Maria. Am Fuße des Kreuzes kauert Maria von Magdala, die den Kreuzesstamm umklammert. Bemerkenswert ist dabei die Darstellung des Kopftuches, das zu einer Schnecke gebunden und in dieser Form nur selten zu sehen ist.
Rechts neben dem Kreuz ist eine Gruppe von neun mittelalterlich gekleideten Männern abgebildet. Aus dieser Gruppe ist eine Person besonders auffällig, die sich, mit einem prächtigen Mantel und einem weißen Turban gekleidet, gedankenvoll dem Betrachter zuwendet. Die übrigen Männer führen Gespräche miteinander und sind von dem Geschehen sichtbar beeindruckt. Für die Mehrzahl von ihnen existiert kein biblisches Vorbild. Eindeutig identifizierbar ist die unmittelbar rechts neben dem Kreuz stehende Person, die einen Eimer sowie einen Stab mit einem daran befestigten Schwamm in den Händen hält. Es ist der römische Soldat Stephaton, der Jesu einen mit Essig getränkten Schwamm zum Trinken hinhielt (Mt 27,48 ). Der im Hintergrund abgebildete Lanzenträger ist der Centurio Longinus, der Jesu nach dessen Tod einen Speer in die Seite gestoßen haben soll (Joh 19,34 ).
Im Bildhintergrund wird der Kreuzweg Jesu vom mittelalterlich dargestellten Jerusalem zur Schädelstätte verbildlicht. Die Szenerie erfasst den Moment, als der zufällig anwesende Bauer Simon von Cyrene gezwungen wird, das Kreuz zu tragen (Mk 15,21 ). Außerdem ist die heilige Veronika zu sehen, die Jesus der Legende nach ein Schweißtuch gereicht haben soll. Auf einer Anhöhe sind schließlich Johannes und einige Frauen dargestellt, die dem Kreuzweg zuschauen.

#### Rechtes Flügelbild
Auf dem 1,26 m hohen und 45,5 cm breiten rechten Flügelbild ist die Auferstehung Jesu dargestellt. In der Bildmitte entsteigt Jesus Christus einem steinernen Sarg. In seiner rechten Hand hält er einen Kreuzstab aus Bergkristall, an dessen oberen Teil die Siegesfahne angebracht ist. Zu Jesu Füßen und rechts neben ihm sind zwei der Wachen abgebildet, die Pilatus zur Bewachung des Grabes abgeordnet hatte und die der Überlieferung erschraken und dann wie tot wirkten (Mt 28,4 ). Im mittleren Bildhintergrund sind drei Frauen auf dem Weg zum Grab Jesu dargestellt, die seinen Leichnam salben wollten (Mk 16,1 ). Zudem zeigt der rechte Bildhintergrund Simon Petrus in einer Felsenhöhle, der dort weinte, weil er Jesus vor dessen Verurteilung verleugnet hatte (Lk 22,62 ).

#### Rückseiten der Flügelbilder
Auch die Rückseiten des linken und rechten Flügelbildes sind mit Bibelszenen bemalt. Das deutet darauf hin, dass der Altar seiner ursprünglichen Bestimmung nach wahrscheinlich nur diese Seiten zeigen sollte und die Flügel lediglich an Festtagen aufgeklappt werden sollten. Allerdings scheint diese Bestimmung bereits früh aufgegeben worden zu sein, denn es sind keinerlei Spuren von Scharnieren sichtbar. Die Darstellungen auf den Rückseiten der Altarbilder sind von einem unbekannten Künstler in Temperafarben ausgeführt. Angesichts deutlicher Stilabweichungen gilt als gesichert, dass die Bilder nicht aus dem Umfeld Pleydenwurffs stammen.

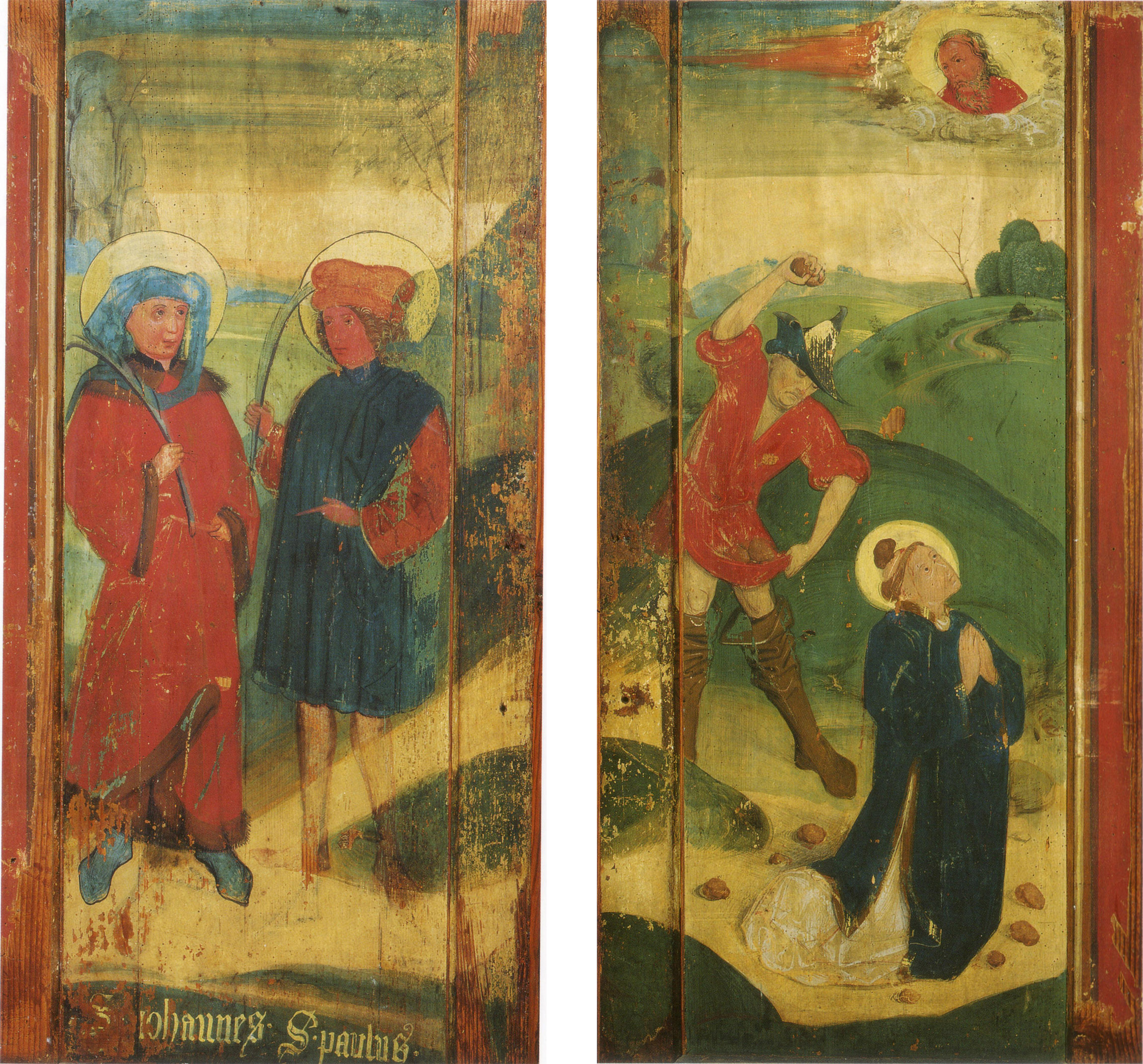
Die Rückseiten der Flügelbilder sind aufgrund der festen Montage des Triptychons am Altar nicht mehr zu sehen.

Die linke Flügelrückseite zeigt die Apostel Johannes und Paulus. Der auf der linken Seite abgebildete Johannes trägt ein rotes, bis zum Boden reichendes Gewand und ein türkisfarbenes Kopftuch. Der nach rechts blickende Kopf ist von einem Heiligenschein (Nimbus) umgeben. Unmittelbar rechts neben Johannes steht Paulus, der ein knielanges dunkelblaues Gewand mit roten Ärmeln und eine rote Mütze trägt. Auch sein Kopf ist von einem Heiligenschein in Form einer Kreisscheibe umgeben. Mit dem Zeigefinger der linken Hand zeigt er auf Johannes. Teile der Beine und die Füße der Figur sind nur schemenhaft ausgeführt. Auch der Hintergrund und die Umgebungslandschaft werden nur angedeutet. Insgesamt ergibt sich so der Eindruck, das Bild sei lediglich ein erster Entwurf.
Auf der rechten Flügelrückseite ist die Steinigung des Stephanus (Apg 7,59 ) dargestellt. Die rechte untere Bildhälfte wird von der knienden Figur des Stephanus eingenommen, der in ein langes blaues Gewand gekleidet die Hände zum Gebet gefaltet hat. Sein Blick ist zum Himmel gerichtet, wo der in roten Farbtönen dargestellte Jesus Christus aus einer Wolkenöffnung auf die Erde schaut und Zeuge seines ersten Märtyrers wird. Links neben Stephanus ist einer seiner Mörder abgebildet. Er streckt den rechten Arm in die Höhe und setzt zum Wurf mit einem großen Stein an. Bekleidet ist er mit einem roten Hemd und einem blauen Hut sowie braunen Lederstiefeln. Der Hintergrund des Bildes zeigt eine grüne Hügellandschaft mit einem geschlungenen Weg und Bäumen. Im Gegensatz zum linken Rückseitenbild wurde dieser Hintergrund mit größerem Aufwand gestaltet.

### Orgeln

#### Von 1748 bis zur Orgel von Schweinefleisch (1754)
Ob in der Stötteritzer Marienkirche in den ersten Jahrzehnten ihres Bestehens eine Orgel erklang, ist heute nicht mehr nachweisbar. Die älteste bekannte Erwähnung einer Orgel stammt aus dem Jahr 1748 und datiert damit 45 Jahre nach der Einweihung der Kirche. In einer Notiz des Superintendenten Salomo Deyling und der Rittergutsbesitzerin Cristiana Clare Glafey an das Leipziger Konsistorium ist von einem Positiv die Rede, das wegen eines Defekts nicht genutzt werden konnte.
Im gleichen Jahr legte der Leipziger Orgelbauer Johann Scheibe (um 1675–1748) zwei Entwürfe für einen Orgelneubau vor. Einer der Vorschläge wurde von Johann Sebastian Bach, seinerzeit Thomaskantor, günstig beurteilt. Er kam jedoch nicht mehr zur Ausführung, weil Scheibe im September 1748 starb.

#### Ab 1753 eine neue Orgel
Anschließend dauerte es bis zum Oktober 1753, bis dem Leipziger Universitäts-Orgelbaumeister Johann Emanuel Schweinefleisch (1720–1771) der Auftrag zum Bau einer neuen Orgel erteilt wurde. Der 450 Taler teure Neubau wurde im darauf folgenden Jahr fertiggestellt und von dem Universitätsmusikdirektor Johann Gottlieb Börner abgenommen. Am 27. Oktober 1754 wurde die neue Orgel bei einem Gottesdienst geweiht. Sie wurde nahezu 150 Jahre lang genutzt. Heute sind lediglich die vergoldeten Ornamente am Prospekt der Orgel erhalten.
Im Jahr 1890 wies die Orgel folgende Disposition auf:
| I Manual C–         |     |
| Lieblich Gedackt    | 16′ |
| Prinzipal           | 08′ |
| Flauto traverso     | 08′ |
| Gedackt             | 08′ |
| Prinzipal           | 04′ |
| Flauto amabile      | 04′ |
| Oktave              | 02′ |
| Cornett III (ab c1) |     |
| Mixtur IV           |     |
| Schwebung für Flöte |     |

| Pedal C–g3    |     |
| Subbass       | 16′ |
| Prinzipalbass | 08′ |
| Posaune       | 16′ |

#### Orgel von Müller (1899)
Etwas mehr als ein Jahrzehnt, nachdem die Stötteritzer Kirchgemeinde selbstständig geworden war, wurde 1899 der Beschluss zum Bau einer neuen Orgel gefasst. Über die Hintergründe dieses Beschlusses ist nichts bekannt. Es ist aber zu vermuten, dass die einmanualige Orgel aus der Mitte des 18. Jahrhunderts den kirchenmusikalischen Bedürfnissen des anbrechenden 20. Jahrhunderts nicht gewachsen schien. Am 21. Juli 1899 wurde mit dem Orgelbauer Georg Emil Müller (1857–1928) aus Werdau der Vertrag zur Herstellung und Installation der neuen Orgel geschlossen. Bereits im Dezember 1899 war das Instrument fertiggestellt. Es hatte pneumatisch traktierte Kegelladen, zwei Manuale und Pedal mit 16 Registern. Die Disposition der Orgel war folgende:
| I Manual C– |     |
| Bordun      | 16′ |
| Prinzipal   | 08′ |
| Hohlflöte   | 08′ |
| Gambe       | 08′ |
| Oktave      | 04′ |
| Rohrflöte   | 04′ |
| Oktave      | 02′ |
| Mixtur III  | 02′ |

| II Manual C–     |    |
| Geigenprinzipal  | 8′ |
| Lieblich Gedackt | 8′ |
| Salizional       | 8′ |
| Aeoline          | 8′ |
| Fugara           | 4′ |

| Pedal C–  |     |
| Subbass   | 16′ |
| Prinzipal | 08′ |
| Cello     | 08′ |

- Koppeln:
- Spielhilfen:

Während des Ersten Weltkrieges wurde die Kirchengemeinde zur Abgabe der Zinnpfeifen gezwungen. Sie konnten erst 1927 durch weniger hochwertige Exemplare ersetzt werden. Im Jahr 1920 wurde ein elektrisches Gebläse installiert.

#### Umbau durch Michel (1930)
Das Orgelwerk von 1899 wurde 1930 von dem Crimmitschauer Orgelbaumeister Hans Michel grundlegend umgebaut. Er ließ die Windladen austauschen und zwei Register hinzufügen. Nach dem Umbau wies die Orgel folgende Disposition auf:
| I Manual C–              |    |
| Prinzipal                | 8′ |
| Hohlflöte                | 8′ |
| Gambe                    | 8′ |
| Aeoline                  | 8′ |
| Oktave                   | 4′ |
| Fugara                   | 4′ |
| Rohrflöte                | 4′ |
| Oktave                   | 2′ |
| Mixtur II–III            |    |
| Progressio harmonica III |    |

| II Manual C–    |     |
| Bordun          | 16′ |
| Geigenprinzipal | 08′ |
| Soloflöte       | 08′ |
| Salizional      | 08′ |
| Gedackt         | 08′ |

| Pedal C–      |     |
| Subbass       | 16′ |
| Bordun        | 16′ |
| Echobass      | 16′ |
| Prinzipalbass | 08′ |
| Violoncello   | 08′ |

- Koppeln:
- Spielhilfen:

Bereits Ende der 1930er Jahre sprach sich der Kirchenvorstand für einen erneuten Umbau und einige Verbesserungen aus. Die erforderlichen Arbeiten sollten von dem Orgelbauunternehmen Schmeisser aus Rochlitz ausgeführt werden. Da am 19. November 1942 die reichsweite Einstellung aller Arbeiten an Orgeln angeordnet wurde, ließen sich diese Umbaupläne nicht mehr verwirklichen. Beim Luftangriff in der Nacht vom 20. auf den 21. Oktober 1943 wurde auch die Orgel beschädigt. Die Kriegsschäden wurden 1947 von dem Dresdner Orgelbauunternehmen Jehmlich beseitigt.

#### Umbau durch Jehmlich (1953)
Die Orgelbauer des Unternehmens Jehmlich unterzogen die Orgel 1953 einer weiteren Generalreparatur und klanglichen Veränderungen. Nach den Vorstellungen des Kirchenvorstandes sollte der bisherige weiche romantische Klang der Orgel helleren und schärferen Klangfarben weichen. Dazu wurde folgende Disposition gewählt:
| I Manual C–   |        |
| Prinzipal     | 8′     |
| Gedackt       | 8′     |
| Oktave        | 4′     |
| Blockflöte    | 2′     |
| Mixtur III–IV | 1 ⁄3′  |
| Terz          | 1 3⁄5′ |
| Larigot       | 1 ⁄3′  |
| Glöckleinton  | 2′+ 1′ |
| Scharf III–IV | 1′     |
| Tremulant     |        |

| II Manual C– |       |
| Pommer       | 16′   |
| Rohrflöte    | 08′   |
| Flöte        | 04′   |
| Nasat        | 2 ⁄3′ |
| Prinzipal    | 02′   |

| Pedal C–   |     |
| Subbass    | 16′ |
| Pommer     | 16′ |
| Bassflöte  | 08′ |
| Choralbass | 04′ |
| Nachthorn  | 02′ |

- Koppeln:
- Spielhilfen:

In dieser Disposition erklingt die Orgel der Marienkirche auch noch heute. Die bislang letzten Instandsetzungsarbeiten führten 1980 Orgelbaumeister Arwed Rietzsch aus Rödlitz und 2005 Orgelbaumeister Gerd Bochmann aus Kohren-Sahlis aus.

### Taufstein
Links vor dem Altar befindet sich der 142 cm hohe bewegliche Taufstein, dessen Becken nach gegenwärtigem Forschungsstand zur Zeit des Kirchenbaus 1702/1703 gefertigt wurde. Die Urheberschaft des Taufbeckens gilt als nicht gesichert; vereinzelt wird es Johann Jakob Löbelt zugeschrieben, der auch die Figuren des Altars schuf. Das mit Holz ummantelte Becken hat einen Durchmesser von 72 cm. Es verbreitert sich nach oben hin und hat acht Seitenflächen, auf denen sich jeweils ein mit Goldornamenten gerahmtes Feld befindet. Auf jedem zweiten Feld ist je eine Sitzfigur eines der vier Evangelisten mit seinem Symbol und einer entsprechenden Beschriftung abgebildet.
Der aus Holz geschnitzte weiße und mit Gold verzierte Deckel des Taufsteins wurde nach 1813 angeschafft. Er stellt einen Kranz nach unten schwingender Palmenblätter dar, an dessen Spitze sich eine Urne befindet. Der steinerne achteckige Fuß und der Schaft des Taufsteins stammen wohl aus dem Jahr 1899.

### Gemälde
In der Marienkirche hängen vier qualitätsvolle Ölgemälde aus dem 18. Jahrhundert, zwei links und rechts oberhalb der Empore im Eingangsbereich. Auf ihnen sind zwei Rittergutsbesitzer und ihre Frauen dargestellt.

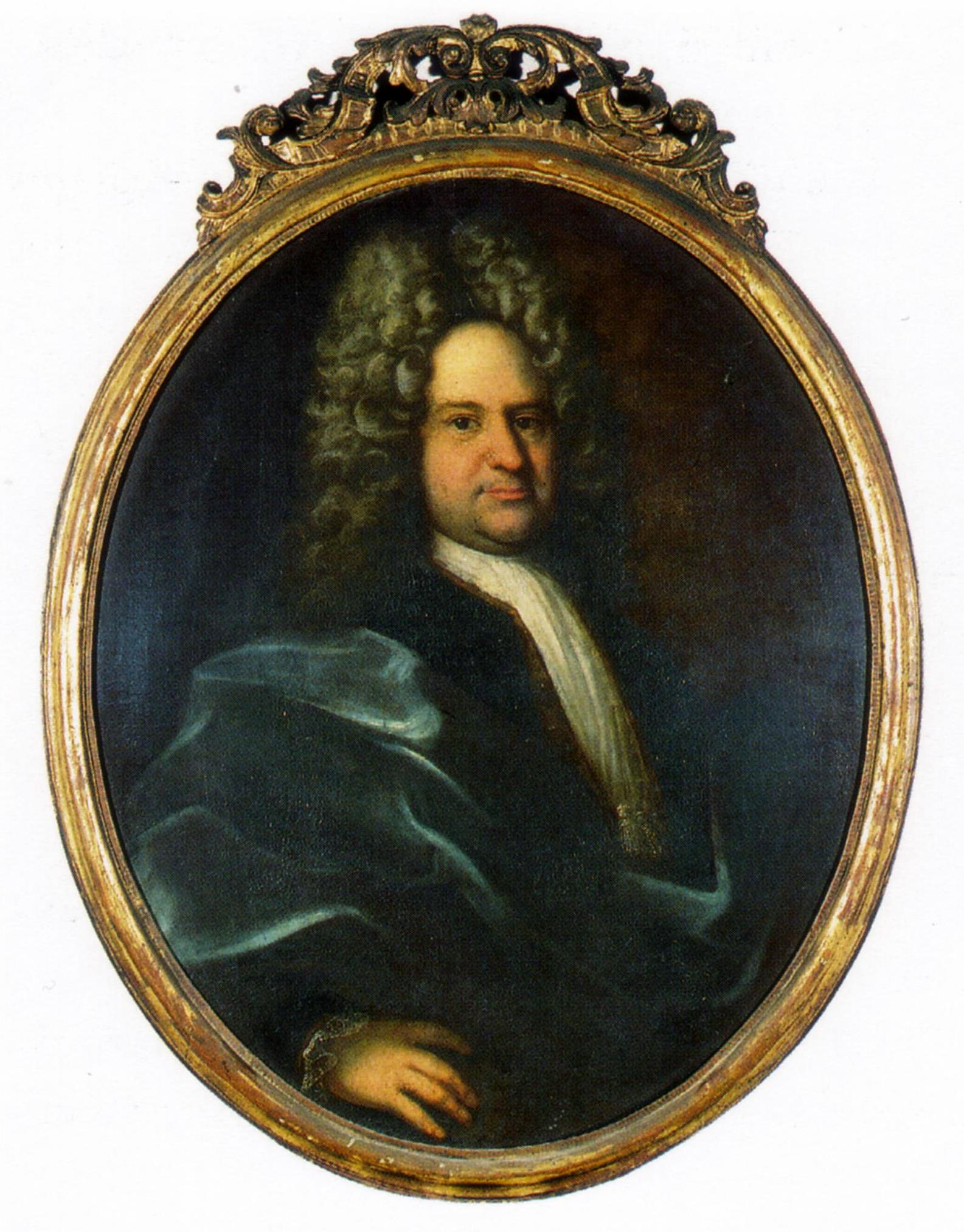
Das von dem Leipziger Maler David Hoyer 1711 geschaffene Porträt des Rittergutsbesitzers von der Burg kann als einziges der Kirchengemälde eindeutig zugeordnet werden.

Das erste Gemälde zeigt wahrscheinlich Engelbert von der Burg († 1712), der zur Zeit des Kirchenbaus Besitzer des Stötteritzer Rittergutes unteren Teils war. Das 86,6 cm hohe und 70,5 cm breite Bild trägt auf der Rückseite die Beschriftung „Hoyer p 1711“ und kann damit zweifelsfrei dem Leipziger Maler David Hoyer (1667–1720) zugeordnet werden. Das Porträt ist in einem vergoldeten ovalen Rahmen gefasst, der oben mit Bandelwerk und Blattranken verziert ist.
Auf dem zweiten Gemälde ist wahrscheinlich Johanna Dorothea von der Burg, Tochter des Theologen Johann Andreas Quenstedt, abgebildet, die ab dem Jahr 1689 mit Engelbert von der Burg verheiratet war. Die Urheberschaft dieses 93,3 cm hohen und 76,5 cm breiten Brustbildes ist nicht zweifelsfrei geklärt. Es könnte ebenfalls von David Hoyer stammen. Das Gemälde ist von einem ovalen, schlichten vergoldeten Rahmen umgeben.
Ein weiteres Bildnis zeigt einen namentlich nicht bekannten Stötteritzer Gutsherrn. Das 78,5 cm hohe und 66,3 cm breite Bild eines unbekannten Künstlers wird auf die Mitte des 18. Jahrhunderts datiert. Der vergoldete ovale Rahmen des Porträts ist mit Medaillons und Zweigen geschmückt.
Auch die Urheberschaft des vierten Gemäldes, das eine unbekannte Gutsherrin zeigt, ist ungeklärt. Das Gemälde ist 78,3 cm hoch und 63,5 cm breit und wie das Bild des unbekannten Gutsherrn Mitte des 18. Jahrhunderts entstanden. Es wird vermutet, dass es sich bei der Dargestellten um die Ehefrau des unbekannten Gutsherrn handelt. Die Rahmung des Bildes gleicht der des vorgenannten Gemäldes.

### Glocken
Die Marienkirche hatte bereits im Jahr ihrer Einweihung ein Glockengeläut. Da die Kirche in den ersten zehn Jahren ihres Bestehens keinen Turm hatte, standen die Glocken zunächst unter freiem Himmel. Erst nach Fertigstellung des Kirchturms 1713 wurden die Glocken in dessen Innern installiert. Ob das Geläut aus der ersten Stötteritzer Kirche übernommen wurde, ist nicht bekannt, erscheint aber naheliegend. Denn bereits 1734 wurden in Leipzig eine große und eine mittlere Glocke gegossen, die zwei der älteren Glocken ersetzten. Im Jahr 1745 wurde noch eine kleine Glocke hinzugefügt. Dieses aus drei Bronze-Glocken bestehende Geläut wurde 1908 durch ein neues, ebenfalls aus drei Bronzeglocken bestehendes ersetzt.
Bei der behördlichen Erfassung und Kategorisierung sämtlicher Bronzeglocken des Deutschen Reichs wurde das Geläut der Marienkirche 1917 der Gruppe A (Gussdatum jünger als 1860) zugeordnet, was die unverzügliche Beschlagnahme der großen und der mittleren Glocke zu Rüstungszwecken nach sich zog. Als Ersatz wurden 1922 drei in Bochum gegossene Stahlglocken erworben, die noch heute das Geläut der Marienkirche bilden. Die kleine Glocke von 1908 wurde 1923 nach Geyersdorf verkauft. Das heutige Geläut trägt Inschriften aus dem Brief des Paulus an die Römer (Röm 12,12 ). Die größte Glocke wiegt 1000 kg und trägt die Inschrift „Seid fröhlich in Hoffnung“. Die mittlere hat ein Gewicht von 550 kg und wurde mit der Inschrift „Geduldig in Trübsal“ versehen. Die kleinste Glocke wiegt 250 kg und trägt die Inschrift „Haltet an am Gebet“.

## Geistliche der Kirchgemeinde
Die Internetseite pfarrerbuch.de listet für die Kirche die 1. Stellen (Pfarrer), die 2. Stellen (Diakone, bis 1905 Hilfsgeistliche) und die 3. Stellen (Diakone, bis 1916 Hilfsgeistliche) auf.
1. Pfarrer
- 1888: Paul Martin Böhmer
- 1891: Karl Friedrich Paul Mehlhose
- 1917: Karl David Detlev Franz Viktor Wilhelm Schultz
- 1932: Hermann *Heinrich Jahn
- 1940: Erasmus Emil Erich Müller
- 1940: Hans Walde
- 1946–1960: *Reinhold Otto Gustav Burkhardt
- 1951: Rudolf Grabs
- 1956: *Otto Max Blumentritt
- 1960–1961: Heinz Martin
- 1961–1980: Siegfried Wend
- 1980–?: Michael Meckert[42]
- 2020: Anna-Maria Busch[43]